# Ровени
Ровени — деревня в Удомельском городском округе Тверской области.

## География
Деревня находится в северной части Тверской области на расстоянии приблизительно 35 км на запад-северо-запад по прямой от железнодорожного вокзала города Удомля на правом берегу реки Мста.

## История
Впервые упоминается в 1859 году. Дворов (хозяйств) было учтено 21 (1859), 36(1886), 34 (1911), 29 (1958), 9 (1986), 7 (1999). В советский период истории работали колхозы «Красный Бережок», «Искра» и подсобное хозяйство треста «Гидроэлектромонтаж». До 2015 года входила в состав Мстинского сельского поселения до упразднения последнего. С 2015 года в составе Удомельского городского округа.

## Население
Численность населения: 139 человек (1859 год), 164 (1886), 152(1911), 72 (1958), 15(1986), 10 (1999), 1 (русские 100 %) в 2002 году, 1 в 2010.